# لسان النهر
لسان النهر أو لسان البحر  أو جار النهر  أو جَار الماء  (الاسم العلمي: Potamogeton)، جنس نباتات مائية، معظمها تعيش في المياه العذبة، من فصيلة جار النهر. وتعرف باسم عشبة البِركة.